# Endeodes terminalis
Endeodes terminalis är en skalbaggsart som beskrevs av Marshall 1957. Endeodes terminalis ingår i släktet Endeodes och familjen borstbaggar. Inga underarter finns listade i Catalogue of Life.